# Sættemaskine
En sættemaskine er et apparat, der maskinelt kan producere sats, i modsætning til håndsats, til brug for bogtryk, dybtryk eller offsettryk. 

## Tidlige sættemaskiner
Allerede i første halvdel af 1800-tallet begyndte de første forsøg på at konstruere en sættemaskine. I 1822 konstruerede englænderen William Church således en sættemaskine, der kunne støbe typer. Den fik dog ikke nogen anvendelse pga. problemer med finmekanikken.
På Verdensudstillingen i Paris i 1855 fik den danske typograf Christian Sørensen guldmedalje for en sættemaskine ved navn Tacheotyp. Den fungerede ved at typer fra et tårnformet magasin udløstes ved et tryk på et tastatur og gled på plads i linjen. Brugt sats kunne automatisk aflægges (lægges på plads) i tårnet ved en sorteremekanisme, der fungerede ved kodede indsnit i de forskellige typers legemer. Sættemaskinen blev en overgang anvendt ved ”Fædrelandet”, inden man gik tilbage til håndsats. Maskinen kunne ikke justere linjerne automatisk, som senere sættemaskiner kunne.
Maskinen blev senere videreudviklet af Joseph Thorne til Thorne-Simplex-Unitype maskinen, der en overgang havde stor udbredelse i England og USA. Aflægningen af de brugte typer blev dog ved at give problemer. Disse problemer blev undgået ved de efterfølgende sættemaskiner, hvor man lod den brugte sats gå i smeltediglen og støbte nye friske typer i stedet.

## Linotype
Den første velfungerende støbende sættemaskine var Ottmar Mergenthalers Linotype (Line Of Type) fra 1886. I denne maskine findes for oven 2 eller flere magasiner med et antal støbeforme (matricer) af messing for hvert tegn. Hver matrice kan have to udgaver af de samme tegn, f.eks. ordinær og kursiv. Ved at nedtrykke en tangent på et klaviatur glider en matrice ned ad en slidske og samles af et transportbånd med andre matricer i samleren til en linje. Mellemrummene er en art dobbelte kiler. Når linjen er ved at være fuld, lyder en klokke, og sætteren vælger et passende sted at afslutte linjen. Derefter trykker han et håndtag ned. 
Nu føres linjen til støbeapparatet og kilerne i de enkelte mellemrum presses op og linjen justeres til en fast længde, idet mellemrummene udvides. Fra støbemunden indsprøjtes en smeltet legering af bly, antimon og tin. Den færdigstøbte linje renskæres i bund op på sider af knive og anbringes automatisk i skibet. Kilerne tages samtidig fra og lægges på plads i deres kasse, mens matricerne køres op i toppen af maskinen, hvor de lægges på plads i magasinerne styret af et system af tænder på de enkelte matricer.

## Andre linjestøbesystemer
Sættemaskinen Intertype fungerede efter et lignende princip. Der blev konstrueret en del forskellige sættemaskiner med navne som Linograph, Standard Compositor og Typograph. I den sidste maskine holdtes styr på matricerne ved at disse hele tiden hang fast på en tråd, så de på tråden kunne glide tilbage på plads, når rammen med matricerne blev vippet bagover.

## Monotype
En anden type sættemaskine var Tolbert Lanstons Monotype fra 1890. Den er karakteristisk ved at støbe løse typer i stedet for en sammenhængende linje. 
En Monotype-sættemaskine består af to apparater. Det første er et sætteapparat, som maskinsætteren betjener. Hver nedtrykning af en tangent, medfører en hulning af en tegnkode i en papirstrimmel. Når en linje skal afsluttes, beregner apparatet, hvor meget de enkelte mellemrum i linjen skal fylde, for at give satsen en lige højrekant. Denne værdi huller sætteren ind på strimlen.
Når sætningen er færdig, flytter man strimlen til støbeapparatet. Her læses strimlen bagfra for at kunne indstille mellemrummene korrekt.
På støbeapparatet medfører hver kode på hulstrimlen, at en kvadratisk matricetavle med tegn bliver positioneret, styret af trykluft, den korrekte typebredde bliver indstillet, og typen bliver derpå støbt. Støbeapparatet er vandkølet for at øge hastigheden af støbningen. Den friske type får fjernet grater og støbetap. Typerne bliver samlet til en linje og linjerne bliver samlet i skibet til en spalte klar til opbygningen af trykformen.
Mellemrummene i linjen bliver støbt efter en forudindstillet bredde for den pågældende linje, som støbeapparatet jo har læst som det første.
En Monotype-sættemaskine er meget fleksibel. Man kan udskifte de enkelte matricer i matricetavlen og man kan ændre kodningen af de forskellige tegn.
Monotypesats kan uden videre kombineres med håndsats, lige som støbeapparatet kan sættes til at støbe løse typer til brug for håndsats.

## Ludlowsats
En særlig type sats bør nævnes i denne forbindelse, selv om fremstillingen kun er delvis maskinel, nemlig Ludlowsats. Ludlowsats brugtes til rubrikker (overskrifter), altså få, ret store tegn. Fra en sættekasse samlede man manuelt nogle matricer i en ramme, der blev spændt sammen. Rammen anbragtes i et støbeapparat, og linjen blev støbt. En linje Ludlowsats er karakteristisk ved at have et T-formet tværsnit. 

## Fotosats
Da offsettrykket kom i brug, lavede man først sats til den brug på almindelige sættemaskiner og tog et fint aftryk på barytpapir. Dette aftryk kunne så ad fotografisk vej bruges i offsettrykket.
Tanken om at springe over blyet var dog nærliggende. Man havde behov for at eksponere billeder af de forskellige tegn på en fotografisk film. De første konstruktioner så dagens lys i 1940'erne, men først i 1960'erne begyndte metoden at vinde udbredelse.
De første fotosættemaskiner har en bevægelig film med negativer for de enkelte tegn, ofte på en roterende glasskive eller tromle. En blitzlampe projicerer billedet over på på en fotografisk film eller fotografisk papir. Det sker gennem en bevægelig optik, der dels placerer tegnene på det rigtige sted på filmen, dels kan ændre størrelsen af tegnene.
Filmen eller papiret bliver fremkaldt i en automatisk maskine og man har nu en lang strimmel med spaltesats. Strimlen skæres op og spalterne monteres til sider på et lysbord. Efter evt. rettelser ved overklæbning, bliver hele siden fotograferet over på offset-pladen.
Senere lader man en computer tegne tegnene på et katodestrålerør og projicerer dette billede over på filmen eller papiret. Skrifterne findes nu i digital form. Enkle mekanismer til automatisk orddeling kommer i brug. 
Senere igen lader man en styrbare laserstråle skrive tegnene på den fotografiske film.
Endelig begynder man at eksponere den lysfølsomme offset-plade direkte med laserstrålen, den såkaldte computer to plate-teknik.

## Andre metoder til satsfremstilling
Parallelt med dette har man fremstillet sats på specielle skrivemaskiner med kuglehovede eller skrivehjul. Disse skrivemaskiner, composers, kan automatisk udslutte en linje, så teksten får lige højrekant. Det var en udpræget lavbudgetproces. Nogle senere composers kunne rumme en hel artikel, så man kunne foretage rettelser i teksten.

## Afslutning
Sættemaskiner med bly anvendes i dag kun ganske få steder. Enkelte bogbindere anvender blinierne til guldpræg. Næsten alle grafiske museer i Europa har i dag en eller flere sættemaskiner; mange grafiske museer har arbejdende værksteder (sætterier), hvor maskinen stadig er en uundværlig del af satsfremstillingen. I erhvervslivet anvendes computerstyrede laserfotosættemaskiner styret af DTP-programmer, så man undgår arbejdet med at montere spaltesats på lysborde. Ref.: Bogtrykmuseet Viborg